# Велленс, Вилли
Вилли Велленс (фр. Willy Wellens; род. 19 октября 1954, Дист, Брабант) — бельгийский футболист, игравший на позиции полузащитника.

## Клубная карьера
Профессиональную карьеру начал в 1972 году за команду «Льерс», в которой провёл два сезона, приняв участие в 30 играх чемпионата.
В 1974 году Велленс перешёл в «Моленбек», с которым в первом же сезоне стал чемпионом Бельгии. В Кубке УЕФА сезона 1976/77 команда с Велленсом смогла дойти до полуфинала, уступив там испанскому «Атлетику». Он продолжал играть за клуб до 1978 года.
В 1978 году Велленс перешёл в «Стандард». В 1980 году льежский занял второе место, а в 1981 году завоевал национальные Кубок и Суперкубок. В том же году клуб смог дойти до четвертьфинала Кубка УЕФА сезона 1980/1981, где проиграл западногерманскому «Кёльну». Всего Велленс отыграл за команду из Льежа три сезона своей игровой карьеры. Большинство времени, проведенного в составе «Стандарда», был основным игроком команды.
В 1981 году Велленс заключил контракт с «Брюгге». В своём первом сезоне команда заняла лишь 15 место в чемпионате, но с приходом тренера Георга Кесслера команда добилась лучших результатов, заняв пятое и третье места соответственно. В 1983 году команда проиграла в финале национального Кубка «Беверену». Команда также добилась успеха с приходом нового тренера Генка Говарта, став вице-чемпионом в 1985 и 1986 годах, а в 1986 году также завоевала Кубок Бельгии после победы в финале со счетом 3:0 над клубом «Серкль Брюгге». На европейском уровне команда была менее успешной и каждый раз вылетала в первом или втором раунде. В составе клуба Вилли провёл пять лет своей карьеры. В составе «Брюгге» в большинстве своём выходил на поле в основном составе команды и был одним из главных бомбардиров команды, имея среднюю результативность на уровне 0,36 гола за игру первенства.
С 1986 года полузащитник три сезона защищал цвета клуба «Беерсхот», после чего сезон провёл в «Кортрейке».
Впоследствии с 1991 по 1993 года играл в составе «Серкль Брюгге», а завершил игровую карьеру в команде «Мехелен», за которую выступал в течение 1993—1994 годов. В общей сложности Велленс провел 596 игр в высшем дивизионе, что является вторым результатом по количеству игр, которое когда-либо играл игрок в первом бельгийском дивизионе. Только Раймонд Момменс сыграл более 600 матчей.

## Карьера за сборную
22 мая 1976 года дебютировал за национальную сборную Бельгии в квалификационном матче чемпионата Европы 1976 против сборной Нидерландов (1:2).
В составе сборной был участником чемпионата Европы 1980 года в Италии, где вместе с командой завоевал серебро, но на поле на турнире не выходил.
Всего за сборную за 6 лет сыграл 7 матчей.

## Достижения

### «Моленбек»
- Чемпион Бельгии: 1974/75

### «Стандард»
- Обладатель Кубка Бельгии: 1980/81
- Обладатель Суперкубка Бельгии: 1980

### «Брюгге»
- Обладатель Кубка Бельгии: 1985/86